# 占冠駅
占冠駅（しむかっぷえき）は、北海道勇払郡占冠村占冠にある、北海道旅客鉄道（JR北海道）石勝線の駅である。事務管理コードは▲132145。駅番号はK21。
特急「とかち」の全列車と、「おおぞら」の1往復（3・2号）が停車する。

## 歴史
- 1981年（昭和56年）10月1日：日本国有鉄道の駅として開業[1][3]。旅客のみ取扱い。
  - 開業時から定期普通列車は運行されていないため、当駅を含む新夕張 - 新得間の各駅相互のみで特急・急行列車の普通車自由席（2024年（令和6年）3月16日以降は普通車指定席の空席[JR北 1] [JR北 2]）を利用する場合に限り、特急料金不要の特例が設けられた。
- 1986年（昭和61年）11月1日：駅員無配置駅となり[6]、簡易委託化。占冠村が駅業務を受託。
- 1987年（昭和62年）4月1日：国鉄分割民営化に伴い、北海道旅客鉄道（JR北海道）の駅となる[3]。
- 1995年（平成7年）度：石勝線・根室線高速化工事に伴い同年度に構内改良[7]。

## 駅構造
単式ホーム1面1線と島式ホーム1面2線、計2面3線のホームを持つ地上駅。占冠村が業務を行う簡易委託駅（新夕張駅管理）。駅舎の半分は追分保線所占冠保線管理室となっている。ホームの移動は跨線橋を使う。

### のりば
| 番線 | 路線    | 方向           | 行先           |
| ---- | ------- | -------------- | -------------- |
| 1    | ■石勝線 | 上り           | 札幌方面       |
| 2    | ■石勝線 | 下り           | 帯広・釧路方面 |
| 3    | ■石勝線 | （臨時ホーム） | （臨時ホーム） |

- 2番線は新得方・南千歳方双方に出発信号機があり、折り返し運転および上り列車の通過が可能である。

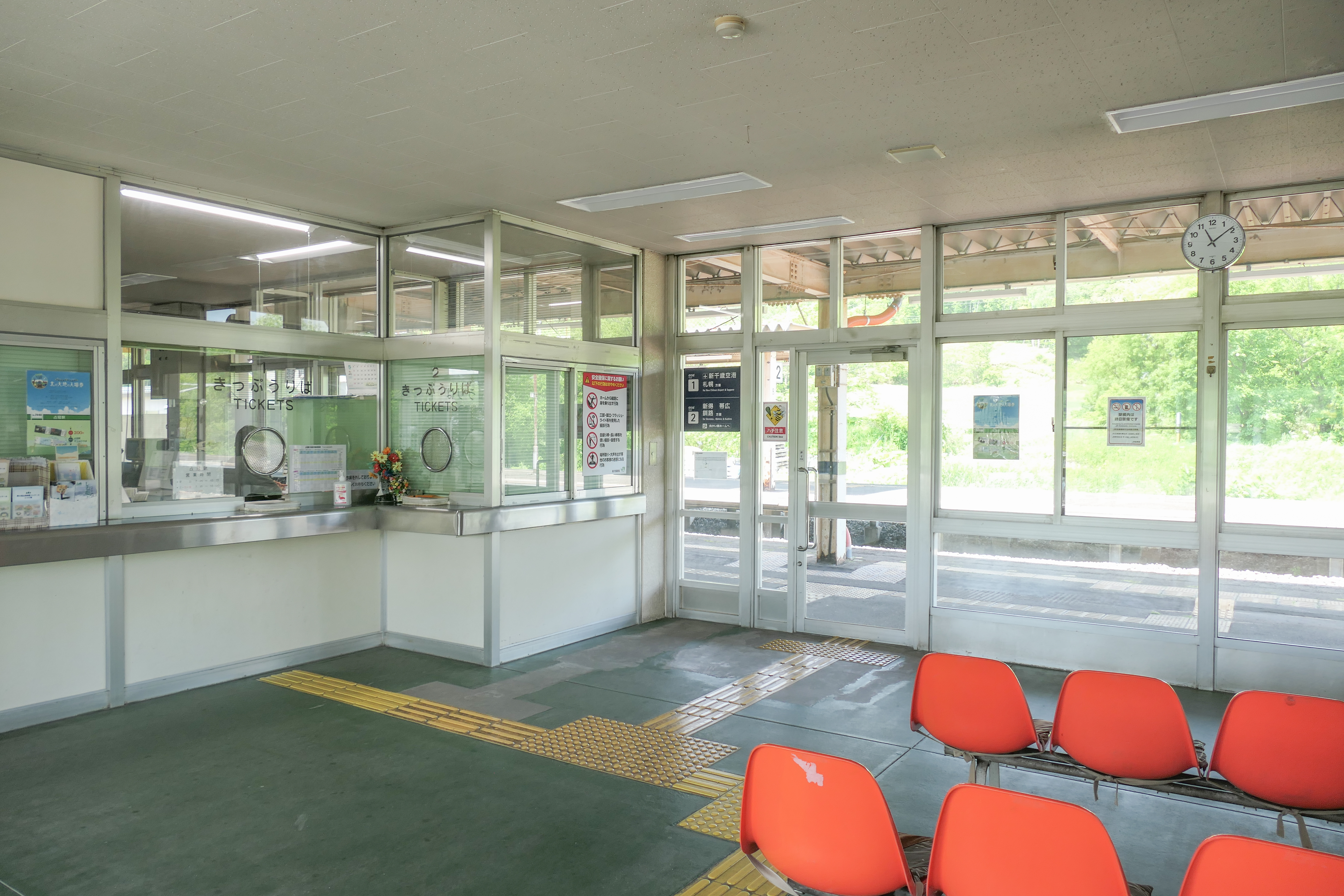
待合室（2022年6月）
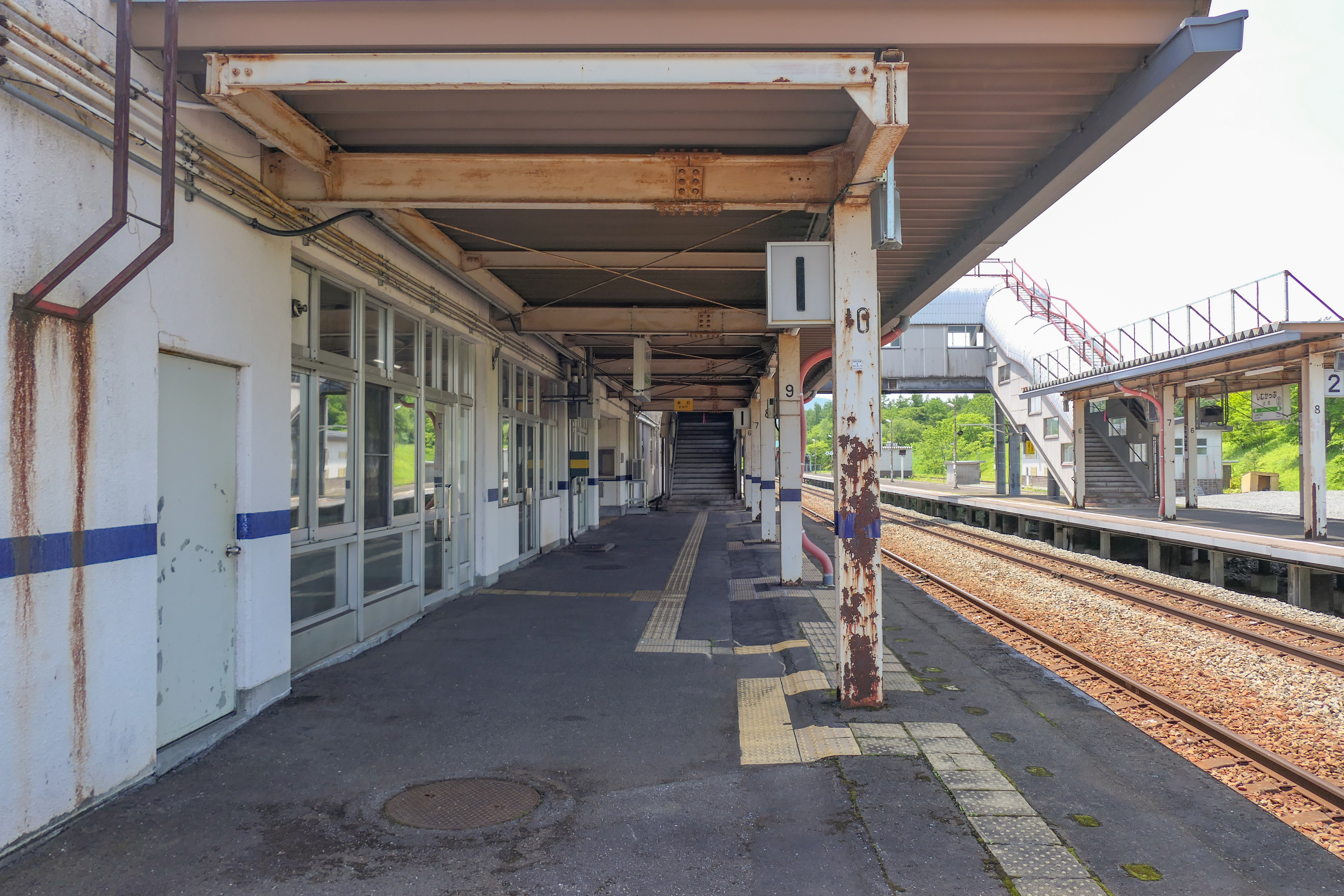
1番線ホーム（2022年6月）
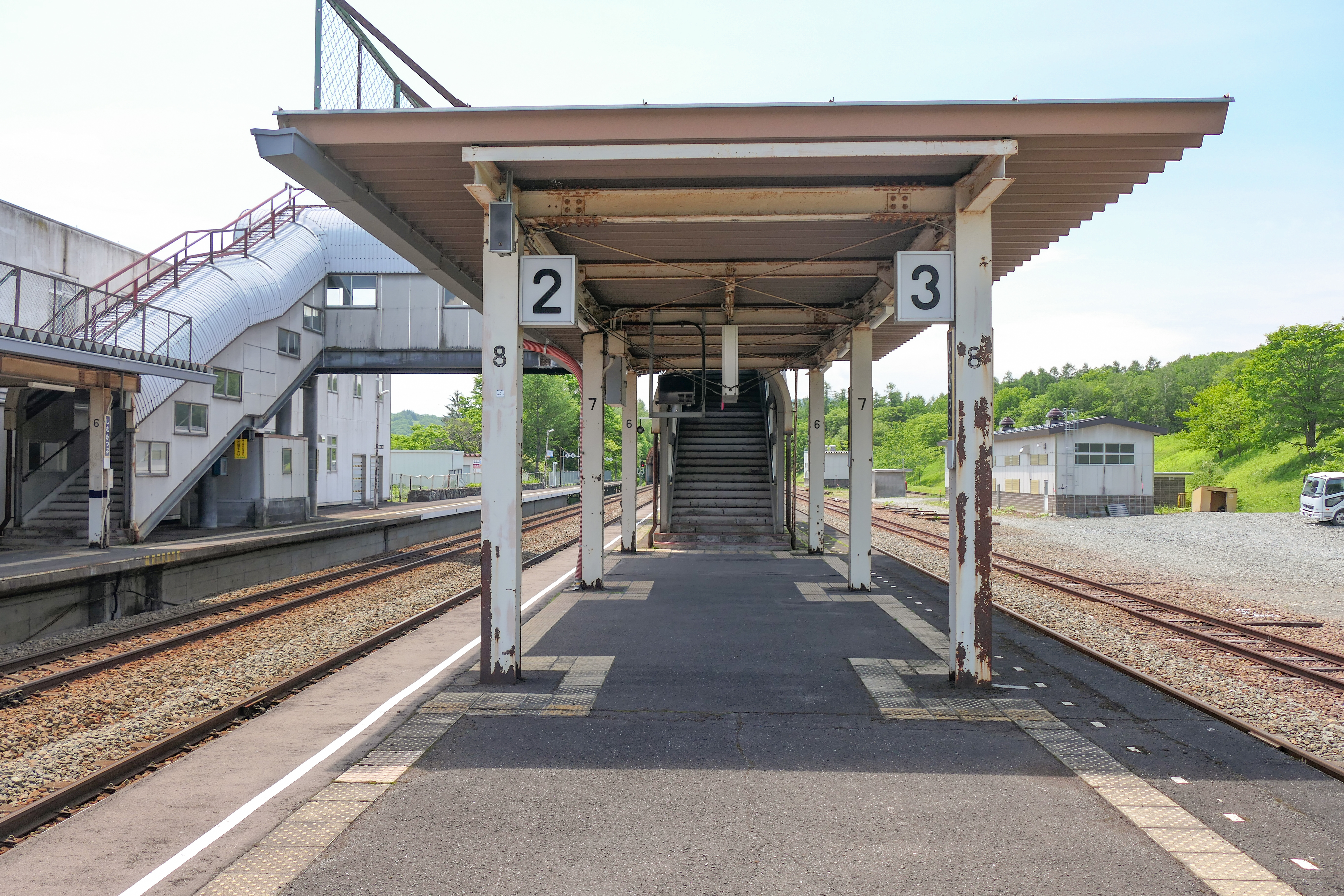
2・3番線ホーム（2022年6月）
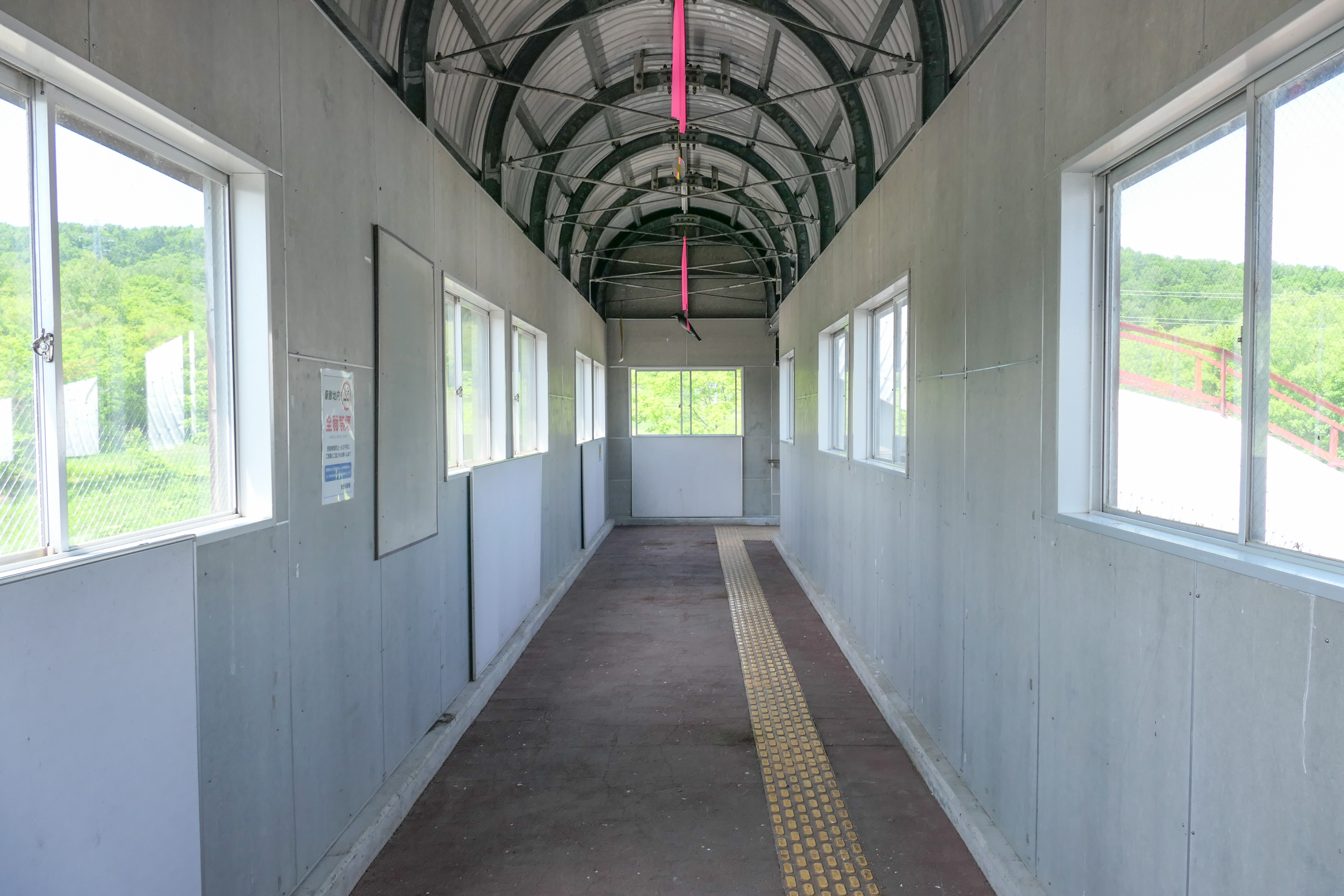
跨線橋（2022年6月）

## 利用状況
乗車人員の推移は以下の通り。出典が「乗降人員」となっているものについては1/2とした値を括弧書きで1日平均乗車人員の欄に示し、備考欄で元の値を示す。
また、「JR調査」については、当該の年度を最終年とする過去5年間の各調査日における平均である。
近年、石勝線の特急停車駅では唯一、過去5年間の各調査日における平均乗車人員が10名を切っている状況が続いている。
| 年度               | 乗車人員（人） | 乗車人員（人） | 乗車人員（人） | 出典       | 備考                                                                            |
| 年度               | 年間           | 1日平均        | JR調査         | 出典       | 備考                                                                            |
| ------------------ | -------------- | -------------- | -------------- | ---------- | ------------------------------------------------------------------------------- |
| 1992年（平成04年） |                | (1.0)          |                | [ 8 ]      | 1日平均乗降人員2人                                                              |
| 2015年（平成27年） |                |                | 「10名以上」   | [ JR北 3 ] |                                                                                 |
| 2018年（平成30年） |                |                | 「10名以下」   | [ JR北 4 ] | 2016年は台風被災により運休が発生したため、2016年を除いた4年間で算出。以下同様。 |
| 2019年（令和元年） |                |                | 「10名以下」   | [ JR北 5 ] |                                                                                 |
| 2020年（令和02年） |                |                | 「10名以下」   | [ JR北 6 ] |                                                                                 |
| 2021年（令和03年） |                |                | 「10名以下」   | [ JR北 7 ] |                                                                                 |
| 2022年（令和04年） |                |                | 「10名以下」   | [ JR北 8 ] |                                                                                 |

## 駅周辺
占冠村の主要駅にあたるが、市街は駅から鵡川を挟んで2kmほど南方に形成されており、駅前には物産館などしかない。

### 駅前側
- 村営占冠村物産館[9]
- 国道237号
- 北海道道136号夕張新得線
- 鵡川

### 市街
- 占冠村役場
- 道の駅自然体感しむかっぷ
- 道東自動車道占冠インターチェンジ
- 富良野警察署占冠駐在所
- 占冠郵便局
- 旭川信用金庫占冠出張所
- ふらの農業協同組合（JAふらの）占冠出張所

## バス路線
- バス「占冠駅前」停留所
  - 占冠村営バス
    - 金山駅・富良野駅・富良野協会病院方面
    - 占冠村役場・営林署・上双珠別方面
    - トマム駅・落合駅・幾寅駅方面

  - 日高町営バス
    - 占冠村役場・日高総合支所方面

## 隣の駅
北海道旅客鉄道（JR北海道）
■石勝線
新夕張駅 (K20) - （楓信号場） - （オサワ信号場） - （東オサワ信号場） - （清風山信号場） - *（鬼峠信号場） - 占冠駅 (K21) - （東占冠信号場） - （滝ノ沢信号場） - （ホロカ信号場） - トマム駅 (K22)
*打消線は廃止信号場

### JR北海道
1. ↑  『【社長会見】一部特急列車の「全車指定席化」と「おトクなきっぷ」のリニューアル等について〜より安心で快適な列車、おトクで便利な商品体系に生まれ変わります〜』（プレスリリース）北海道旅客鉄道、2023年11月15日。2023年11月15日閲覧。
2. ↑  『2024年3⽉ダイヤ改正について』（プレスリリース）北海道旅客鉄道、2023年12月15日。2024年1月6日閲覧。
3. ↑  “極端にご利用の少ない駅（3月26日現在）” (PDF). 平成28年度事業運営の最重点事項.   北海道旅客鉄道. p. 6 (2016年3月28日). 2018年2月18日閲覧。
4. ↑  “駅別乗車人員” (PDF). 全線区のご利用状況（地域交通を持続的に維持するために）.   北海道旅客鉄道. 2020年1月20日時点のオリジナルよりアーカイブ。2020年1月20日閲覧。
5. ↑  “駅別乗車人員” (PDF). 地域交通を持続的に維持するために > 全線区のご利用状況.   北海道旅客鉄道 (2020年10月30日). 2020年11月2日時点のオリジナルよりアーカイブ。2020年11月7日閲覧。
6. ↑  “駅別乗車人員” (PDF). 地域交通を持続的に維持するために > 全線区のご利用状況.   北海道旅客鉄道 (2021年9月30日). 2022年1月1日時点のオリジナルよりアーカイブ。2022年1月1日閲覧。
7. ↑  “駅別乗車人員” (PDF). 地域交通を持続的に維持するために > 全線区のご利用状況.   北海道旅客鉄道. 2022年10月9日時点のオリジナルよりアーカイブ。2022年10月9日閲覧。
8. ↑  “駅別乗車人員” (PDF). 地域交通を持続的に維持するために > 全線区のご利用状況.   北海道旅客鉄道 (2023年). 2023年9月26日時点のオリジナルよりアーカイブ。2023年9月26日閲覧。